# Socjologia miasta
Socjologia miasta – jedna z podstawowych dyscyplin socjologii, zajmująca się społecznymi aspektami rozwoju miast, zagadnieniami przestrzeni społecznej, procesami urbanizacji, problematyką społeczności lokalnych.
Pierwsze analizy socjologiczne miasta pojawiły się już na początku historii socjologii, a nawet w starożytnej myśli społecznej, biorąc pod uwagę platońskie pisma na temat polis, które rozumiane może być jako miasto-państwo. Dzięki pismom Herberta Spencera zainspirowanego ewolucjonizmem oraz pracom późniejszych ewolucjonistów do socjologii wprowadzona została częściowo terminologia zastrzeżona wpierw dla biologów, dzięki czemu używa się w socjologii takich pojęć jak arterie, tkanka miejska, serce miasta itd.
W znacznej mierze ta subdyscyplina socjologii rozwinęła się dzięki szkole chicagowskiej, która traktowała miasto jako naturalne laboratorium, prowadząc w nim szereg terenowych badań socjologicznych, w szczególności dotyczących problemów dewiacji i procesów ekologicznych miasta. W drugim przypadku socjolodzy ci inspirowali się przede wszystkim osiągnięciami botaników.
W późniejszym okresie wiele innych dyscyplin i nauk wpływało na rozwój socjologii miasta. Przede wszystkim były to wpływy geografów, urbanistów, architektów, a także antropologów, psychologów i interdyscyplinarnych badań z zakresu semiotyki.
Obecnie konkurencyjną dyscypliną wobec socjologii miasta są ze względu na zacieranie się granic między ośrodkami miejskimi i innego typu jednostkami osiedleńczymi socjologia osadnictwa i socjologia przestrzeni.

## Ważniejsze pojęcia z zakresu socjologii miasta
- archetyp przestrzenny
- CBD
- centrum
- district
- dzielnica miasta
- forma przestrzenna
- inwazja
- koncentracja
- miejsce
- osiedle
- przedmieście
- przestrzeń mityczna
- przestrzeń pusta
- przestrzeń sakralna
- przestrzeń społeczna
- ruralizacja
- slumsy
- sukcesja
- urbanizacja
- węzeł
- wielki zespół mieszkaniowy
- gentryfikacja